# Stausee Steg
Der Stausee Steg (1295 m ü. M.) ist ein künstlicher See in unmittelbarer Nähe zur Siedlung Steg auf dem Gebiet der Gemeinde Triesenberg in Liechtenstein. Er wird vom Valünerbach und Malbunbach gespeist. Direkt vor dem Stausee Steg liegt der Gänglesee (1301 m ü. M.).

## Nutzung

### Kraftwerk
Das Wasser vom Valünabach und Malbunbach wird im Stausee Steg gesammelt und zur Energiegewinnung über Druckleitungen nach Vaduz zum Maschinenhaus des Pumpspeicherkraftwerks Samina geleitet. Es können bis zu 2000 l/s (bis 2014 maximal 1500 l/s) verarbeitet werden.

### Sport
Der Stausee Steg wird vom Liechtensteinischen Fischereiverein zum Sportfischen ganzjährig genutzt, wofür fangfähige Bachforellen eingesetzt werden.
Im Winter wird neben dem Stausee eine Langlaufloipe angelegt.